# Rosenrot (singel)
Rosenrot är en singel av bandet Rammstein från albumet med samma namn. Låten sades i februari 2004 bli den första singeln från bandets då kommande album, men togs bort helt från albumet, vilket lämnade bandets ledning mållösa.
Låten är inspirerad av dikten Heideröslein av Johann Wolfgang von Goethe och av sagan Snövit och Rosenröd av bröderna Grimm.

## Låtlista

### Singeln
1. "Rosenrot" – 3:47
2. "Rosenrot (The Tweaker Remix)" (Remix av Chris Vrenna) – 4:34
3. "Rosenrot (Northern Lite Remix)" (Remix av Northern Lite) – 4:45
4. "Rosenrot (3AM at Cosy Remix)" (Remix av Jagz Kooner) – 4:50

### 2-spårs singel
1. "Rosenrot" – 3:47
2. "Rosenrot (Northern Lite Remix)" (Remix av Northern Lite) – 4:45